# Bronislav Ignác Kramár
Bronislav Ignác Kramár (31. říjen 1945 Slovenská Nová Ves – 20. červen 2020) byl slovenský kněz, premonstrát, 50. opat Želivského kláštera v letech 1999–2013.

## Život
Narodil se v roce 1945 do rolnické rodiny ve Slovenské Nové Vsi u Trnavy. Vystudoval Střední zdravotní školu v Trnavě. Během studia se rozhodl stát knězem a odešel studovat teologii do semináře v Bratislavě, kam se dostal na druhý pokus. Po kněžském svěcení v roce 1971 byl kaplanem v Novém Městě nad Váhem, později farářem v Čachticích a od roku 1983 působil v obci Pata nedaleko Seredě. V rámci Paty vykonával funkci i ve filiálce Pusté Sady. V obci v době normalizace uskutečnil rozsáhlou opravu místního Kostela Narození Panny Marie. Od roku 1988 zároveň působil jako místní děkan.
V roce 1976 vstoupil do kanonie premonstrátů v Želivi. Věčné sliby složil v roce 1979 do rukou opata Bohumila Víta Tajovského. Členkou řádu byla ještě před ním i jeho sestra. Byl vyslýchán StB a od roku 1973 byl v záznamech StB veden jako kandidát na spolupráci. V roce 1987 byl veden ve svazcích StB jako agent s číslem 30599 a krycím jménem Svatý. Cílenou spolupráci s StB Kramár v interview odmítl a podporu mu vyjádřili i členové želivské komunity. V únoru 1999 byl v Želivském klášteře v první volbě zvolen opatem koadjutorem. Opatskou benedikci přijal z rukou tehdejšího biskupa v Hradci Králové Dominika Duky 17. dubna 1999 v Chrámu Narození Panny Marie v Želivě. 30. září 1999 se stal želivským opatem.
Během svého působení se věnoval rekonstrukci klášterního areálu, klášter více otevřel veřejnosti a byla obnovena tradice vaření piva. V roce 2011 byl za opata zvolen znovu a klášter vedl do roku 2013, kdy rezignoval ze zdravotních důvodů. Zemřel 20. června 2020.